# Demoiselles von Langon

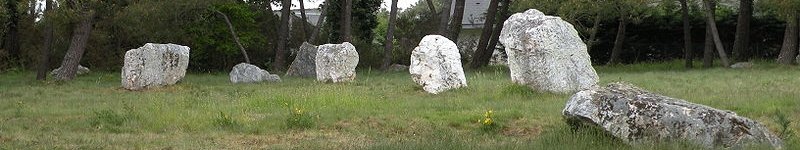
Die Demoiselles

Die Demoiselles von Langon („Fräulein von Langon“) sind eine Steinreihe, die in Langon, im äußersten Süden des Département Ille-et-Vilaine in der Bretagne in Frankreich, in der Nähe der drei „Les Roches Piquées“ steht.
Es handelt sich um eine Nordwest-Südost orientierte Steinreihe aus sechs weißen Quarzblöcken auf dem Hügel von Langon. Es dürfte sich um die Reste eines komplexeren Systems, ähnlich jenem von Carnac, handeln. Damit findet sich auch im Innern der Bretagne die Relikte der Megalithkultur.
Das Dörfchen Langon ist vor allem durch die „Demoiselles“ und wegen seiner der heiligen Agathe geweihten romanischen Kapelle mit ihrem Venusfresko bekannt. Nach einer lokalen Überlieferung soll es sich um sechs Jungfrauen handeln, die wegen ihrer Schamlosigkeit in Stein verwandelt wurden. Die Sage spricht von 28 Mädchen, die anstatt zur Kirche zum Tanz gegangen waren. Versteinerungsmythen aus diesen und ähnlichen Gründen, vor allem Frauen betreffend, sind (siehe „Lots Weib“) ein verbreitetes Thema und meist biblischen Ursprungs. Dieselbe Sage wird auch von den drei „Demoiselles Piquées“ (zwei stehend die dritte liegend), einer Steinreihe bei Saint-Just, ungefähr 10 km von Langon entfernt, erzählt.
30 m nordwestlich befinden sich die Reste eines Steingeheges.